# Secretaría de Inteligencia
La Secretaría de Inteligencia (Segreteria di intelligence, S.I.) è la principale agenzia d'intelligence dell'Argentina.

## Organizzazione
Presieduta dal Segretario di Stato di intelligence, che è un membro del gabinetto dei ministri, la SI è un servizio tecnico e operativo incaricato della raccolta e la produzione di "informazioni" e controspionaggio, in zone interne ed estere, nonché l'analisi e la formazione di una strategia nazionale di intelligence al fine di gestire gli affari di stato. Strutturalmente, la SI conta numerose delegazioni in Argentina, nonché basi operative estere.
Secondo la legislazione argentina, il Segretariato è subordinato al Presidente dell'Argentina ed è governato secondo leggi e decreti segreti.

## Storia

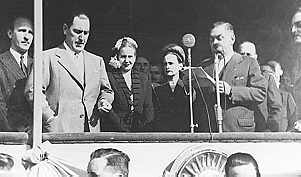
Il primo direttore di intelligence Rodolfo Freude (a sinistra), con Juan Perón e Evita Perón.

La Secretaría de Inteligencia venne creata nel 1946, durante il primo mandato presidenziale di Juan Peron, mediante il decreto esecutivo 337/46 con il nome di Coordinaciòn de Informaciones de Estado (CIDE). Lo scopo del CIDE era quello di essere un'agenzia nazionale di sicurezza, formata da personale civile, che si occupasse di operazioni, sia interne che esterne, di intelligence per il governo federale.
Prima della creazione del CIDE, le attività di intelligence erano portate avanti dalla Divisiòn de Informaciones, che faceva capo alla presidenza, e dai servizi segreti militari come il Servicio de Intelligencia del Ejército e il Servicio de Intelligencia Naval. Lungo tutta la storia argentina i servizi segreti militari sono stati coinvolti nelle operazioni, interne ed esterne, di intelligence, le riforme approvate negli ultimi decenni hanno conferito loro un ruolo ufficiale all'interno del National intelligence system.
La Secreteria de Intelligencia venne riformata per la prima volta nel 1956 durante il governo di Pedro Aramburu quando il decreto esecutivo 776/56 del 20 gennaio ne cambiò il nome in Secreteria de Informaciones de Estado con il famoso acronimo SIDE. La struttura riformata dell'agencia venne modellata sul sistema inglese delle agenzie di intelligence.
Durante il governo di Juan Carlos Onganía il SIDE venne diretto da Eduardo Señorans, uno dei più stimati direttori dell'agenzia di tutti i tempi. Durante questi anni il SIDE cominciò ad organizzare le prime complesse operazioni di spionaggio estero, il personale aumentato fino a 1.200 unità circa e le capacità operative fortemente migliorate.
Durante la gestione di Señorans molte donne argentine cominciarono ad entrare in quella che era un'attività prettamente maschile. La Secreteria iniziava ad apprezzare certi vantaggi del sesso femminile, soprattutto quando le operazioni richiedevano di sfruttare le debolezze maschili. Nel 1966 Senoras ristrutturò la Secreteria espellendo 900 funzionari su circa 1200, tra questi tutte le donne assunte fino ad allora. Venne notato come Señorans avesse una fobia nei confronti delle donne e non accettava che ricoprissero delle posizioni amministrative.
Nello stesso anno un fallito rapimento nei confronti del Console sovietico a Buenos Aires portò alle proteste formali dell'Unione sovietica; Ongania, contro il suo volere, fu costretto a chiedere le dimissioni di Senoras, il direttore nel suo ultimo atto affermo che: "Il console Petrov comanda un gruppo di spie del KGB in Argentina".
Finta la gestione Senoras le donne ricominciarono ad le loro posizioni nell'intelligence civile, nello stesso periodo la Guerra fredda aumentava di intensità e la CIA incominciò ad interessarsi molto di più del SIDE. La nascita di gruppi comunisti e di guerriglieri nell'America Latina e l'interesse particolare che l'URSS aveva nei confronti del centro america determinarono un aumento dell'influenza americana nella zona, prima considerata di basso interesse. La Secretarìa de Intelligencia non fece eccezione, il "problema comunista" divenne una priorità e la sorveglianza delle ambasciate di paesi comunisti e delle delegazioni comuniste frequente.
La legge segreta n° 20.195/73 divenne efficace il 28 febbraio 1973 durante il governo di Gral. Disciplinava gli aspetti riguardanti: missioni, funzioni, personale ed altre importanti materie dell'agenzia; è conosciuta anche come decreto segreto n° 1.792/73 datato 9 marzo 1973.
Durante il governo di Jorge Rafael Videla il decreto esecutivo 416 del 13 marzo 1976 mutò il nome dell'agenzia in Secretaria de Intelligencia de Estado. Nell'ottica del Processo di riorganizzazione nazionale il SIDE divenne una polizia segreta conducendo operazioni di spionaggio nei confronti di gruppi di guerrigilieri, sindacati, e di qualunque altra organizzazione o persona considerara sovversiva o in contatto con sovversivi. Il SIDE prese parte anche alla Operazione Condor con altri servizi segreti dell'America Latina.
Dopo il ritorno alla democrazia nel 1983, durante il governo di Raúl Ricardo Alfonsín, il SIDE cominciò a rinnovare il suo staff e a focalizzare le sue attività sugli interessi nazionali. Nel dicembre 2001 venne approvata la Legge di riforma dell'Intelligence che cambiò nome, struttura e funzioni per adattarle al nuovo Sistema de Inteligencia Nacional.
Durante il febbraio 2001, durante il governo di Fernando de la Rúa, il SIDE venne colpito dai tagli al finanziamento (ridotto della metà) e dalle pressioni politiche per un rinnovamento interno. Il personale venne dimezzato, 1.300 unità furono licenziate. Una delle ragioni che spingevano verso un rinnovamento era che molti membrei dello staff erano coinvolti nelle violenze perpetrate durante il Processo di riorganizzazione nazionale. La ristrutturazione incluse il licenziamento del personale che aveva raggiunto i limiti d'età per la pensione e la rimozione della maggior parte dei membri presenti nel periodo in cui si ritornò alla democrazia.
Nell'ottobre del 2003 il Segretario all'Intelligence Sergio Acevedo ordinò un giro di vite contro le intercettazioni illegali e contro attività di spionaggio condotte su basi politico/ideologiche; più di 160 funzionari furono espulsi per violazione del regolamento. Venne condotto anche un processo di revisione integrale della sicurezza dal quale emersero diversi casi di "buchi" nella sicurezza, di corruzione e furti.